# Angola op de Olympische Zomerspelen 2024
Angola nam deel aan de Olympische Zomerspelen 2024 in Parijs, Frankrijk. 

## Aantal deelnemers
Hieronder volgt een overzicht van de atleten die zich kwalificeerden voor de Olympische Zomerspelen van 2024.
| Sport     | Mannen | Vrouwen | Totaal |
| --------- | ------ | ------- | ------ |
| Atletiek  | 1      | 0       | 1      |
| Handbal   | 0      | 14      | 14     |
| Judo      | 1      | 0       | 1      |
| Kanovaren | 2      | 0       | 2      |
| Roeien    | 1      | 0       | 1      |
| Zeilen    | 2      | 1       | 3      |
| Zwemmen   | 1      | 1       | 2      |
| Totaal    | 8      | 16      | 24     |

## Deelnemers en Resultaten

### Atletiek

#### Loopnummers
Mannen
| atleet        | onderdeel | voorronde | voorronde | series | series | herkansingen | herkansingen | halve finale   | halve finale   | finale         | finale         |
| atleet        | onderdeel | tijd      | rang      | tijd   | rang   | tijd         | rang         | tijd           | rang           | tijd           | rang           |
| ------------- | --------- | --------- | --------- | ------ | ------ | ------------ | ------------ | -------------- | -------------- | -------------- | -------------- |
| Marcos Santos | 100 m     | 10,31 NR  | 2 Q       | 10,40  | 7      | n.v.t.       | n.v.t.       | niet geplaatst | niet geplaatst | niet geplaatst | niet geplaatst |

### Handbal
Vrouwen
| Olympiër | Onderdeel | Resultaat | Prestatie |
| --- | --------- | --------- | --------- |
| Marta Alberto Teresa Almeida Azenaide Carlos Stelvia de Jesus Pascoal Chelcia Gabriel Natália Kamalandua Fonseca Albertina Kassoma Juliana Machado Liliane Mario Vilma Nenganga Eliane Paulo Helena Paulo Marília Quizelete Dolores Rosário Natália Santos | Vrouwen   | 9         | zie onder |

| Pos | Team          | Wed | W | G | V | Ptn | DV  | DT  | +/− | Kwalificatie |
| --- | ------------- | --- | - | - | - | --- | --- | --- | --- | ------------ |
| 1   | Frankrijk (G) | 5   | 5 | 0 | 0 | 10  | 159 | 124 | +35 | Kwartfinales |
| 2   | Nederland     | 5   | 4 | 0 | 1 | 8   | 152 | 137 | +15 | Kwartfinales |
| 3   | Hongarije     | 5   | 2 | 1 | 2 | 5   | 137 | 140 | −3  | Kwartfinales |
| 4   | Brazilië      | 5   | 2 | 0 | 3 | 4   | 127 | 119 | +8  | Kwartfinales |
| 5   | Angola        | 5   | 1 | 1 | 3 | 3   | 131 | 154 | −23 |              |
| 6   | Spanje        | 5   | 0 | 0 | 5 | 0   | 111 | 143 | −32 |              |

| Groepsfase      |                |                |                |                |                |                |                |
| 25 juli 2024    | 11:00          | Nederland      | 34 - 31        | Angola         |                |                |                |
| 28 juli 2024    | 19:00          | Angola         | 26 - 21        | Spanje         |                |                |                |
| 30 juli 2024    | 16:00          | Hongarije      | 31 - 31        | Angola         |                |                |                |
| 1 augustus 2024 | 16:00          | Angola         | 24 - 38        | Frankrijk      |                |                |                |
| 3 augustus 2024 | 14:00          | Brazilië       | 30 - 19        | Angola         |                |                |                |
|                 |                |                |                |                |                |                |                |
| Kwartfinale     | niet geplaatst | niet geplaatst | niet geplaatst | niet geplaatst | niet geplaatst | niet geplaatst | niet geplaatst |
|                 |                |                |                |                |                |                |                |
| Halve finale    | niet geplaatst | niet geplaatst | niet geplaatst | niet geplaatst | niet geplaatst | niet geplaatst | niet geplaatst |
|                 |                |                |                |                |                |                |                |
| Finale          | niet geplaatst | niet geplaatst | niet geplaatst | niet geplaatst | niet geplaatst | niet geplaatst | niet geplaatst |

### Judo
Mannen
| atleet         | onderdeel | eerste ronde         | tweede ronde         | kwartfinale          | halve finale         | herkansing           | finale / BM          | finale / BM    |
| atleet         | onderdeel | tegenstander uitslag | tegenstander uitslag | tegenstander uitslag | tegenstander uitslag | tegenstander uitslag | tegenstander uitslag | rang           |
| -------------- | --------- | -------------------- | -------------------- | -------------------- | -------------------- | -------------------- | -------------------- | -------------- |
| Edmilson Pedro | −66 kg    | Rahimov V 01 - 10    | niet geplaatst       | niet geplaatst       | niet geplaatst       | niet geplaatst       | niet geplaatst       | niet geplaatst |

### Kanovaren

#### Sprint
Mannen
| atleet                        | onderdeel  | series  | series | kwartfinale | kwartfinale | halve finale   | halve finale   | finale         | finale         |
| atleet                        | onderdeel  | tijd    | rang   | tijd        | rang        | tijd           | rang           | tijd           | rang           |
| ----------------------------- | ---------- | ------- | ------ | ----------- | ----------- | -------------- | -------------- | -------------- | -------------- |
| Benilson Sanda                | C-1 1000 m | 4.11,40 | 5      | 4.12,73     | 5           | niet geplaatst | niet geplaatst | niet geplaatst | niet geplaatst |
| Manuel António Benilson Sanda | C-2 500 m  | 1.51,53 | 6      | 1.49,00     | 4 FB        | niet geplaatst | niet geplaatst | 1.55,74        | 12             |

### Roeien
Mannen
| atleet       | onderdeel | series  | series | herkansingen | herkansingen | kwartfinale    | kwartfinale    | halve finale | halve finale | finale  | finale |
| atleet       | onderdeel | tijd    | rang   | tijd         | rang         | tijd           | rang           | tijd         | rang         | tijd    | rang   |
| ------------ | --------- | ------- | ------ | ------------ | ------------ | -------------- | -------------- | ------------ | ------------ | ------- | ------ |
| André Matias | skiff     | 7.52,78 | 6 H    | 8.01,98      | 5 HE/F       | niet geplaatst | niet geplaatst | 8.01,63      | 4 FF         | 7.30,43 | 32     |

Legenda: FA=finale A (medailles); FB=finale B (geen medailles); FC=finale C (geen medailles); FD=finale D (geen medailles); FE=finale E (geen medailles); FF=finale F (geen medailles); HA/B=halve finale A/B; HC/D=halve finale C/D; HE/F=halve finale E/F; KF=kwartfinale; H=herkansing

### Zeilen
Mannen
| atleet                | onderdeel | race | race | race | race | race | race | race | race | race        | race        | race   | race   | race           | netto punten | eindnotering |
| atleet                | onderdeel | 1    | 2    | 3    | 4    | 5    | 6    | 7    | 8    | 9           | 10          | 11     | 12     | M              | netto punten | eindnotering |
| --------------------- | --------- | ---- | ---- | ---- | ---- | ---- | ---- | ---- | ---- | ----------- | ----------- | ------ | ------ | -------------- | ------------ | ------------ |
| Flipe Francisco Andre | ILCA 7    | 41   | 42   | 23   | 12   | 40   | 40   | 30   | 41   | geannuleerd | geannuleerd | n.v.t. | n.v.t. | niet geplaatst | 227          | 39           |

Gemengd
| atleten                       | onderdeel | race | race | race | race | race | race | race | race | race        | race        | race   | race   | race           | netto punten | eindnotering |
| atleten                       | onderdeel | 1    | 2    | 3    | 4    | 5    | 6    | 7    | 8    | 9           | 10          | 11     | 12     | M              | netto punten | eindnotering |
| ----------------------------- | --------- | ---- | ---- | ---- | ---- | ---- | ---- | ---- | ---- | ----------- | ----------- | ------ | ------ | -------------- | ------------ | ------------ |
| Matias Montinho Manuela Paulo | 470       | 16   | 18   | 20   | 20   | 19   | 18   | 17   | 18   | geannuleerd | geannuleerd | n.v.t. | n.v.t. | niet geplaatst | 126          | 19           |

### Zwemmen
Mannen
| atleet               | onderdeel        | series | series | halve finale   | halve finale   | finale         | finale         |
| atleet               | onderdeel        | tijd   | rang   | tijd           | rang           | tijd           | rang           |
| -------------------- | ---------------- | ------ | ------ | -------------- | -------------- | -------------- | -------------- |
| Henrique Mascarenhas | 100 m vrije slag | 52,52  | 64     | niet geplaatst | niet geplaatst | niet geplaatst | niet geplaatst |

Vrouwen
| atlete   | onderdeel         | series  | series | halve finale   | halve finale   | finale         | finale         |
| atlete   | onderdeel         | tijd    | rang   | tijd           | rang           | tijd           | rang           |
| -------- | ----------------- | ------- | ------ | -------------- | -------------- | -------------- | -------------- |
| Lia Lima | 200 m vlinderslag | 2.22,19 | 19     | niet geplaatst | niet geplaatst | niet geplaatst | niet geplaatst |